# Климишин, Иван Тимофеевич
Иван Тимофеевич Климишин («Крук») (1918, Верещаки, Австро-Венгрия — 7 мая 1944, Лановецкий район, Тернопольская область, УССР) — активный участник украинского националистического движения, член ОУН, в годы Второй мировой войны руководил формированием УПА.

## Биография
Родился в крестьянской семье. Окончил 7 классов сельской школы (по другим данным, учился в ремесленном училище).
В 1936 году вступил в ОУН. За участие в националистической деятельности был осуждён польским судом и приговорён к тюремному заключению. Содержался в Кременецкой тюрьме, позднее — в Берёзе-Картузской.
После вступления советских войск на территорию Западной Украины Климишин в ноябре 1939 года нелегально перешёл границу на территорию Генерал-губернаторства и учился в разведывательной школе в Германии. После нападения Германии на СССР участвовал в деятельности походных групп ОУН, продвигавшихся по территории Украины вслед за наступавшими немецкими войсками. В 1942 году в Киеве был задержан гестапо, но ему удалось бежать.
В 1942—1943 годах Иван Климишин — военный референт ОУН на территории Кременеччины (совр. Тернопольская область).
Участвовал в создании отрядов УПА в районе Кременца, командовал сотней, позднее — куренём. В ночь с 19 на 20 февраля 1943 года отряд под командованием Климишина напал на тюрьму в г. Кременец и освободил всех заключённых.
9 марта 1943 Климишин спровоцировал дезертирство украинских шуцманов в селе Бережци. Во время атаки УПА на село, полицейские убили 10 немцев и дезертировали.
Впоследствии отряд Климишина осуществлял истребление поляков в Кременецком районе.
26 августа 1943 немцы попытались разгромить лагерь, где дислоцировался отряд Климишина вблизи села Антоновка Шумского района на Тернопольщине. Начали бомбить лагерь с самолётов. Перед бомбардировкой был небольшой бой. Повстанцам удалось выйти из окружения.
Позднее курень Климишина («Крука») вошёл в состав сектора УПА-Юг.
В январе 1944 года отряд Климишина был разбит в боях с немецкими фронтовыми частями; был заочно осуждён полевым судом УПА за неисполнение приказов и непродуманные решения, но с учётом заслуг был реабилитирован.
Погиб в бою с войсками НКВД 7 мая 1944 года.